# Shoemaker-Levy 9

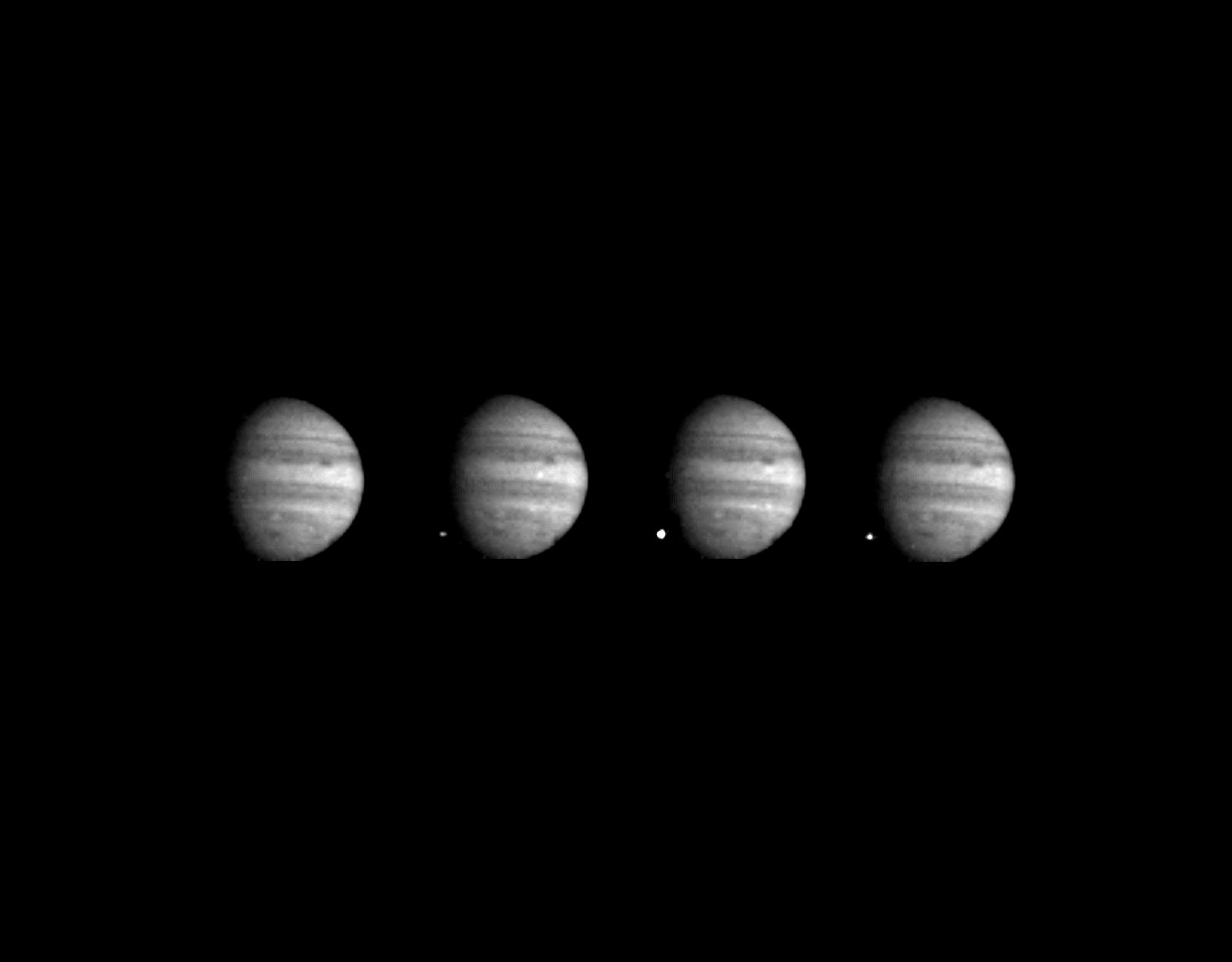
Zdjęcie uderzenia komety Shoemaker-Levy 9 w powierzchnię Jowisza zrobione z pokładu sondy kosmicznej Galileo z odległości 238 mln km.

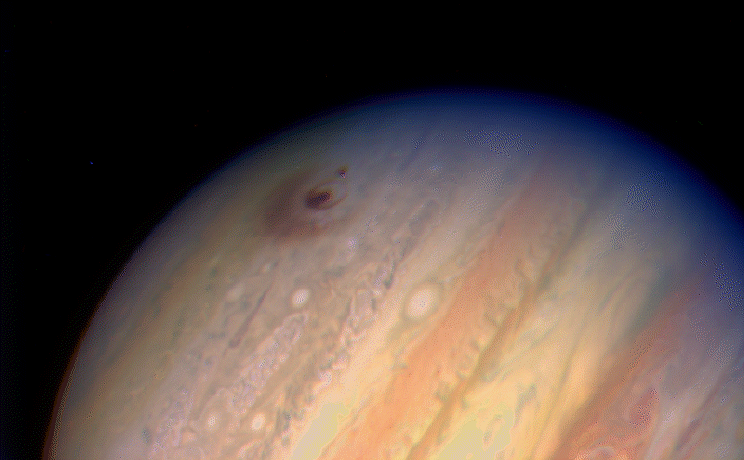
Ślady na powierzchni Jowisza po uderzeniu fragmentów komety Shoemaker-Levy 9.

D/Shoemaker-Levy 9 (nazwa klasyfikacyjna D/1993 F2, gdzie litera D oznacza defunct - nieistniejący, zlikwidowany) – kometa należąca do rodziny komet Jowisza, odkryta 24 marca 1993 roku przez Carolyn i Eugene'a Shoemakerów oraz Davida Levy’ego.

## Przechwycenie grawitacyjne przez Jowisza i zderzenie z planetą
Kometa ta została przechwycona przez oddziaływanie grawitacyjne Jowisza i na pewien czas stała się jego satelitą wraz z nim obiegając Słońce (o okresie obiegu wokół Jowisza wynoszącym około 2 lata). Obliczenia wykazały, że podczas ostatniego przed odkryciem przejścia komety przez peryjowium (czyli punkt położony najbliżej Jowisza) w odległości 0,3 promienia planety, kometa przekroczyła granicę Roche’a i pod wpływem silnego pola grawitacyjnego rozpadła się na wiele części. Przy kolejnym powrocie – 16 lipca 1994 roku – nastąpił upadek tych pozostałości na powierzchnię Jowisza. Upadek obserwowany był przez astronomów zarówno za pomocą instrumentów na Ziemi, jak kamer zainstalowanych na pokładzie sondy kosmicznej Galileo przebywającej w tamtej chwili w drodze z Ziemi do Jowisza.
W czerwcu 1993 roku polski astronom Wiesław Wiśniewski pracujący w Tucson (Stany Zjednoczone) stwierdził, iż jej jądro składa się z łańcucha 9 brył, a wykonana przez niego fotografia obiegła prasę całego świata. Ostatecznie kometa podzieliła się na 21 fragmentów.

## Kometa w kulturze
Zderzenie komety z planetą zainspirowało grupę The Cure do upamiętnienia tego zdarzenia w utworze Jupiter Crash z albumu Wild Mood Swings.